# Inti López
Inti Alessio López Pose (ur. 19 sierpnia 2005 w Cagliari) – urugwajski piłkarz z obywatelstwem włoskim występujący na pozycji napastnika, od 2025 roku zawodnik River Plate Montevideo.
Jego ojciec Diego López i brat Ian López również są piłkarzami. Urodził się we Włoszech, gdy jego ojciec występował w klubie Cagliari Calcio.